# Арсенид бария
Арсенид бария — бинарное неорганическое соединение, соединение металла бария и мышьяка с формулой Ba3As2. 
Коричневые кристаллы, разлагается водой с выделением арсина.

## Получение
- Действие арсина на оксид бария:

{\displaystyle {\mathsf {3BaO+2AsH_{3}\ {\xrightarrow {T}}\ Ba_{3}As_{2}+3H_{2}O}}}
- Восстановление арсената бария углеродом:

{\displaystyle {\mathsf {3Ba(AsO_{3})_{2}+12C\ {\xrightarrow {T}}\ Ba_{3}As_{2}+2As_{2}O_{3}+12CO}}}

## Физические свойства
Арсенид бария образует коричневые кристаллы, разлагается водой.